# Antwain Smith
Antwain Smith (Newport News, 1 mei 1975) is een Amerikaans voormalig basketballer.

## Carrière
Smith speelde collegebasketbal voor Saint Paul's College Tigers van 1995 tot 1999. Hij tekende direct na college voor de Connecticut Skyhawks uit de USBL maar werd begin mei 1999 al op de inactieve lijst geplaatst en zijn contract ontbonden eind mei 1999. In de NBA draft van 1999 werd hij als 52e gekozen door de Vancouver Grizzlies, hij speelde voor hen in de FILA Pro Summer League. Hij werd daarna ook in de IBL Draft 1999 gekozen in de voorronde door de St. Louis Swarm. In september 1999 werd hij voor een derde keer gekozen in een draft ditmaal die van de CBA door de Yakima SunKings als zevende in de eerste ronde.
Begin oktober 1999 tekende hij een contract bij de Vancouver Grizzlies maar eind oktober werd zijn contract al ontbonden samen met Stephen Jackson en Rich King. Hij tekende later bij St. Louis Swarm en werd met hen kampioen in de IBL. Hij tekende in eerste instantie opnieuw bij de Swarm voor het seizoen 2000/01. Midden december 2000 werd hij geruild naar de Richmond Rhythm voor een eerste ronde draftpick en de kans om te onderhandelrechten met Johnny Hensley. Na het seizoen speelde hij in de Greater Richmond Pro Am.
In 2001 speelde hij kort voor het Sloveense KK Krka om nadien in december 2001 te tekenen bij de Fayetteville Patriots. In 2002 werd hij nog gekozen als 103e in de NBDL Draft van dat jaar door de North Charleston Lowgators.

## Erelijst
- IBL-kampioen: 2000